# 예테네시

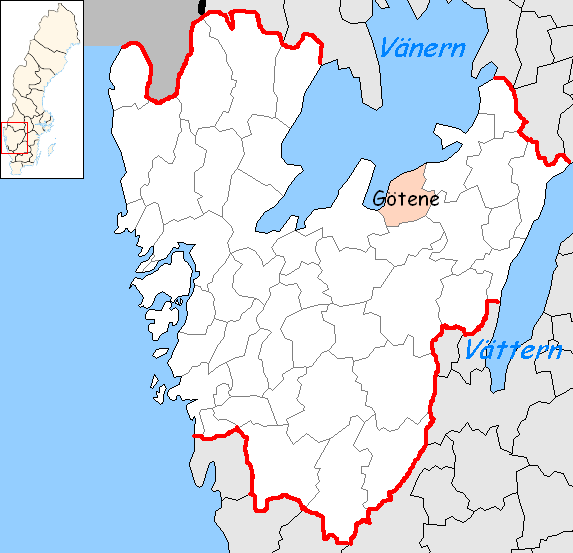
예테네 시의 위치

예테네시(스웨덴어: Götene kommun)는 스웨덴 베스트라예탈란드주에 위치한 지방 자치체로 행정 중심지는 예테네이며 면적은 620.7686km2, 인구는 13,275명(2016년 12월 31일 기준), 인구 밀도는 21명/km2이다.

시 문장